# فاطمه شمس
فاطمه شمس اسماعیلی شاعر، نویسنده، پژوهشگر ادبیات و در حال حاضر دانشیار ادبیات فارسی، زبان‌ها و تمدن‌های خاور نزدیک در دانشگاه پنسیلوانیا است. او پیش از این به مدت سه سال در دانشگاه آکسفورد به عنوان مدرس زبان و ادبیات کلاسیک و معاصر فارسی کار کرده است.
اشعار او تا کنون به زبان‌های انگلیسی و آلمانی و کردی ترجمه شده‌اند. تبعید، مهاجرت، سیاست، جنگ، روابط انسانی، جنسیت و تابوهای اجتماعی سیاسی از مهم‌ترین مضمون‌های اشعار او بوده‌اند. وی در سال ۲۰۱۳ جایزه شعر بنیاد ژاله اصفهانی در لندن را گرفت. اولین مجموعه شعرهای او شامل عاشقانه‌های سیاسی ادبی و غزل‌های سیاسی- اجتماعی در سال ۱۳۹۲ در کتابی با نام «۸۸» از سوی انتشارات گردون در برلین منتشر شده است. او آثار دیگری از جمله «نوشتن در مه»، مجموعه دو زبانه «در را که شکستند» با ترجمه شاعر و پژوهشگر ادبیات، دیک دیویس، و همین‌طور کتاب «یک انقلاب مقفّا: شعر و ایدئولوژی در شعر جمهوری اسلامی» را توسط انتشارات آکسفورد منتشر کرده است.

## پیشینه
شمس در تیر ۱۳۶۲ در مشهد به دنیا آمد. او دوران دبیرستان خود را در دبیرستان فرهنگ مشهد گذراند و در سال ۱۳۸۰ برای تحصیل در رشته ادبیات به دانشگاه تهران رفت ولی بعد از یک سال به رشته جامعه‌شناسی تغییر رشته داد و در سال ۱۳۸۴ در همین رشته فارغ‌التحصیل شد. در سال ۱۳۸۵، برای ادامه تحصیل در رشته تاریخ تمدن‌های مسلمان به انگلستان رفت و در سال ۱۳۸۷ از مؤسسه مطالعات اسماعیلی دانشگاه آقاخان مدرک کارشناسی ارشد گرفت. در سال ۱۳۸۸ برای دریافت دکترای ادبیات فارسی در دانشگاه آکسفورد پذیرفته شد و در سال ۱۳۹۳ دکترای خود را از دانشگاه آکسفورد تحت نظارت ادموند هرزیگ و هما کاتوزیان با موضوع پایان‌نامه «صداهای رسمی انقلاب: یک تاریخچه شعر اجتماعی جمهوری اسلامی» گرفت. او هم‌اکنون دانشیار ادبیات فارسی در دانشگاه پنسیلوانیای آمریکا است؛ و پیش از این در دانشگاه سواس لندن و دانشگاه آکسفورد نیز به تدریس ادبیات مدرن و کلاسیک فارسی و نیز زبان فارسی و تکنیک‌های ترجمه پرداخته است.
فاطمه شمس در حوزه تاریخ اجتماعی ادبیات معاصر و رابطه شعر و سیاست پژوهش می‌کند و برخی از نوشته‌های او با موضوع شعر و قدرت در جامعه ایران در منابع دانشگاهی منتشر شده است. او همچنین اشعار شاعران معاصر ایران و افغانستان را به زبان انگلیسی ترجمه کرده است.
فاطمه شمس نوشتن را از نوجوانی و در روزنامه خراسان شروع کرد. از سال ۱۳۸۱ وبلاگ «پرده ناتمام» را در حوزه شعر نوشت. این وبلاگ بعد از انتخابات ریاست جمهوری ۱۳۸۸ فیلتر شد و از دسترس خارج شد. او از سال ۱۳۸۹ تا کنون در سایت «نیم‌دایره» نوشتن را ادامه داده است که این وبلاگ نیز در ایران فیلتر است.
شمس عضو هیئت دبیران ژورنال بین‌المللی ادبیات فارسی، دایرةالمعارف ایرانیکا، بنیاد ایران‌شناسی، و انجمن قلم آمریکا است.

## زندگی ادبی
فاطمه شمس از چهارده سالگی سرودن شعر را با شرکت در انجمن‌های شعر مشهد آغاز کرد. اولین اشعار او در روزنامه‌های محلی مشهد به چاپ رسید. در پانزده سالگی مدال نقره المپیاد ادبیات کشوری را به دست آورد و بعد از شرکت در کنکور سراسری برای ادامه تحصیل در رشته ادبیات فارسی دانشگاه تهران راهی پایتخت شد. او بعد از یک‌سال به رشته جامعه‌شناسی تغییر رشته داد و از دانشکده علوم اجتماعی دانشگاه تهران فارغ‌التحصیل شد. شمس برای ادامه تحصیل به لندن و سپس آکفسورد رفت و تز دکترایش را با تمرکز بر شعر بعد از انقلاب و ایدئولوژی حکومتی تمام کرد. کتاب اول دانشگاهی او با عنوان «یک انقلاب مقفّا: شعر و ایدئولوژی در دوره جمهوری اسلامی» توسط انتشارات دانشگاه آکسفورد منتشر شده است.

## زندگی سیاسی
فاطمه شمس، در سال ۱۳۸۱ به عضویت کمیته مرکزی انجمن اسلامی دانشکده علوم اجتماعی دانشگاه تهران درآمد و به عنوان نماینده فرهنگی انجمن مشغول به فعالیت شد. در سال ۱۳۸۲ و در پی دستگیری‌های گسترده دانشجویان فعال، حکم بازداشت او به همراه سه تن دیگر از اعضای انجمن اسلامی از سوی قرارگاه ثارالله صادر شد. در انتخابات ریاست‌جمهوری سال ۱۳۸۸، یکی از اعضای کمیته مرکزی ستاد جوانان حامی خاتمی و موسوی بود. در سال‌های ۱۳۸۹ و ۱۳۹۰، برخی از اعضای خانواده او به عنوان گروگان و به شرط بازگشت او به کشور بازداشت و سپس آزاد شدند.
شمس، همسر سابق محمدرضا جلایی‌پور است. در سال ۱۳۸۸ محمدرضا جلایی‌پور پس از ورود آن دو به ایران بازداشت شد. شمس و جلایی‌پور از اعضای کمپین پویش سوم و از حامیان میر حسین موسوی بودند. شمس پس از جدایی به یکی از منتقدان جدّی جریان اصلاح‌طلبی تبدیل شد.
بی‌بی‌سی وی را «مفسر برجسته ایران» نامیده است.
پس از کشته شدن مهسا امینی، فاطمه شمس با رسانه‌های شناخته‌شده بسیاری از جمله مجله نیویورکر، برنامه نیوزنایت بی‌بی‌سی، واشینگتن‌پست، کریستین امان‌پور، تلویزیون بین‌المللی فرانسه،رسانه‌های آلمان، و نیویورک تایمز دربارهٔ وضعیت حجاب و زنان در ایران گفتگو کرد.

## نقد آثار
اشعار شمس در نشریات ادبی چون en:Poetry Foundation به چاپ رسیده است. شاعر و منتقد ادبی افغان، رضا محمدی در بی‌بی‌سی کتاب "۸۸" شمس را کتابی خواندنی دانسته است. مجله ادبی Modern Poetry in Translation در نقدی مجموعه شعر وقتی در را شکستند شمس نوشته است این مجموعه نمادی از سیر احساسی است که بسیاری در تبعید دچار آن می‌شوند و تأثیر فروغ فرخزاد بر او را ملموس می‌داند. تورج دریایی نکته جالب در شعر شمس را توجه به او زمان دانسته و به اعتقاد او شعر شمس بیانگر حس ایرانیانی است که این کشور را ترک کرده‌اند و حرف آنان را بیان می‌کند. پی بی اس اشعار شمس را مرتبط کنندهٔ فضای شخصی و سیاسی و ترکیب کنندهٔ بازتاب شخصی با مسایل معاصر سیاسی از طریق قالب‌های سنتی شعر فارسی دانسته است.

## جوایز
- ۱۳۷۸- مدال نقره المپیاد ادبی کشوری سال ۱۳۷۹.
- ۲۰۱۳- نفر اول پنجمین دوره مسابقه شعر بنیاد ژاله اصفهانی
- ۲۰۱۶ - جایزه کتاب سال لطیفه یارشاطر، بنیاد ایران‌شناسی آمریکا.
- ۲۰۲۳- جایزه مجله شعر بین‌الملل آمریکا برای مجموعه شعر «برلین»

## نوشته‌ها
- ۸۸. اچ اند اس مدیا. ۲۰۱۳. شابک ۹۷۸-۱۷۸۰۸۳۲۷۴۶.
- نوشتن در مه. اچ اند اس مدیا. ۲۰۱۵. شابک ۹۷۸-۱۷۸۰۸۳۵۱۱۲.

- A Revolution in Rhyme: Poetic Co-option Under the Islamic Republic. Oxford University Press, United Kingdom,2023